# Konstantin Iwanowitsch Beskow
Konstantin Iwanowitsch Beskow (russisch Константин Иванович Бесков; * 18. November 1920 in Moskau; † 6. Mai 2006 ebenda) war ein sowjetischer Fußballspieler sowie ein sowjetischer und russischer Fußballtrainer. Beskow war mehrfach Cheftrainer der sowjetischen Nationalmannschaft und betreute das Nationalteam unter anderem während der WM in Spanien 1982.

## Spielerkarriere
Beskow spielte ab dem Jahr 1937 als Stürmer in verschiedenen Teams der damaligen höchsten sowjetischen Liga. Ab 1941 spielte er für die erste Mannschaft von Dynamo Moskau. Wie viele Spitzensportler war Beskow während des Zweiten Weltkrieges Soldat in einer Motorisierten Einheit des NKWD. Ab dem Jahr 1944 spielte er wieder für Dynamo und gewann mit diesem Team 1945 und 1949 die sowjetische Meisterschaft. 
Im Jahr 1952 nahm er am  Fußballturnier der Olympiade in Helsinki teil. Die Mannschaft der Sowjetunion schied bereits im Achtelfinale gegen Jugoslawien aus und die zwei Einsätze von Beskow bei diesem Turnier sollten seine einzigen Länderspiele für die Sowjetische Nationalmannschaft bleiben.

## Trainerkarriere
Das erste von Beskow als Trainer betreute Team war in der Saison 1956 Torpedo Moskau, von 1957 bis 1960 war er Cheftrainer eines Fußball-Internates in Moskau und betreute mehrere Jugendmannschaften der Sowjetunion. Von 1960 bis 1962 war er Trainer von ZSKA Moskau.
Von 1963 bis 1964 war Beskow dann erstmals Cheftrainer der UdSSR-Nationalmannschaft, musste jedoch nach der Niederlage des Teams gegen Spanien im Endspiel der EM-Endrunde 1964 diesen Posten wieder räumen.
Beskow trainierte  von 1964 bis 1965 zunächst die Mannschaft von Sorja Luhansk, ab dem Jahr 1966 dann  Lokomotive Moskau, von 1967 bis 1972 war er Cheftrainer von Dynamo Moskau und von 1977 bis 1988 trainierte er dann Spartak Moskau.
Parallel zu seiner Tätigkeit als Vereinstrainer war Beskow ab dem Jahr 1974 wieder für sowjetische Auswahlmannschaften mitverantwortlich, ab dem Jahr 1979 war er der verantwortliche Cheftrainer der Nationalmannschaft und betreute die „Sbornaja“ auch 1982 bei der WM Endrunde in Spanien. Da das sowjetische Team das Halbfinale verpasste, wurde Beskow nach dem Turnier von seiner Funktion entbunden.
Beskow konnte mit Dynamo Moskau zweimal (1967 und 1970) den sowjetischen Pokal gewinnen, in der Saison 1971/72 führte er das Team in das Finale des Europapokals der Pokalsieger, gegen die Glasgow Rangers verlor Dynamo dieses Spiel jedoch mit 2:3. Mit Spartak Moskau gewann Beskow dann zweimal (1979 und 1987) den sowjetischen Meistertitel.
1988 musste er das Amt als Cheftrainer von Spartak aufgeben und wurde stellvertretender Vorsitzender des sowjetischen Fußballverbandes  (Федерация футбола СССР).
Nach dem Zusammenbruch der Sowjetunion trainierte Beskow von 1991 bis 1992 die Mannschaft von Asmaral Moskau und von 1994 bis 1995 nochmals Dynamo Moskau, mit diesem Team gelang ihm 1995 der Gewinn des  russischen Pokals, im selben Jahr beendete Beskow seine Laufbahn als Trainer. Am 6. Mai 2006 verstarb er in seiner Heimatstadt Moskau.

## Auszeichnungen
Beskow erhielt sowohl in der Sowjetunion wie auch später von der russischen Regierung eine Reihe hoher staatlicher Auszeichnungen, so wurde er mit dem Leninorden, dem Orden der Völkerfreundschaft und mit dem Orden des Vaterländischen Krieges II. Klasse ausgezeichnet. Die russische Regierung verlieh ihm den Verdienstorden für das Vaterland. Nach seinem Tod gab die russische Staatsbank eine Gedenkmünze mit Beskows Porträt heraus.